# Vchynice-Tetov II

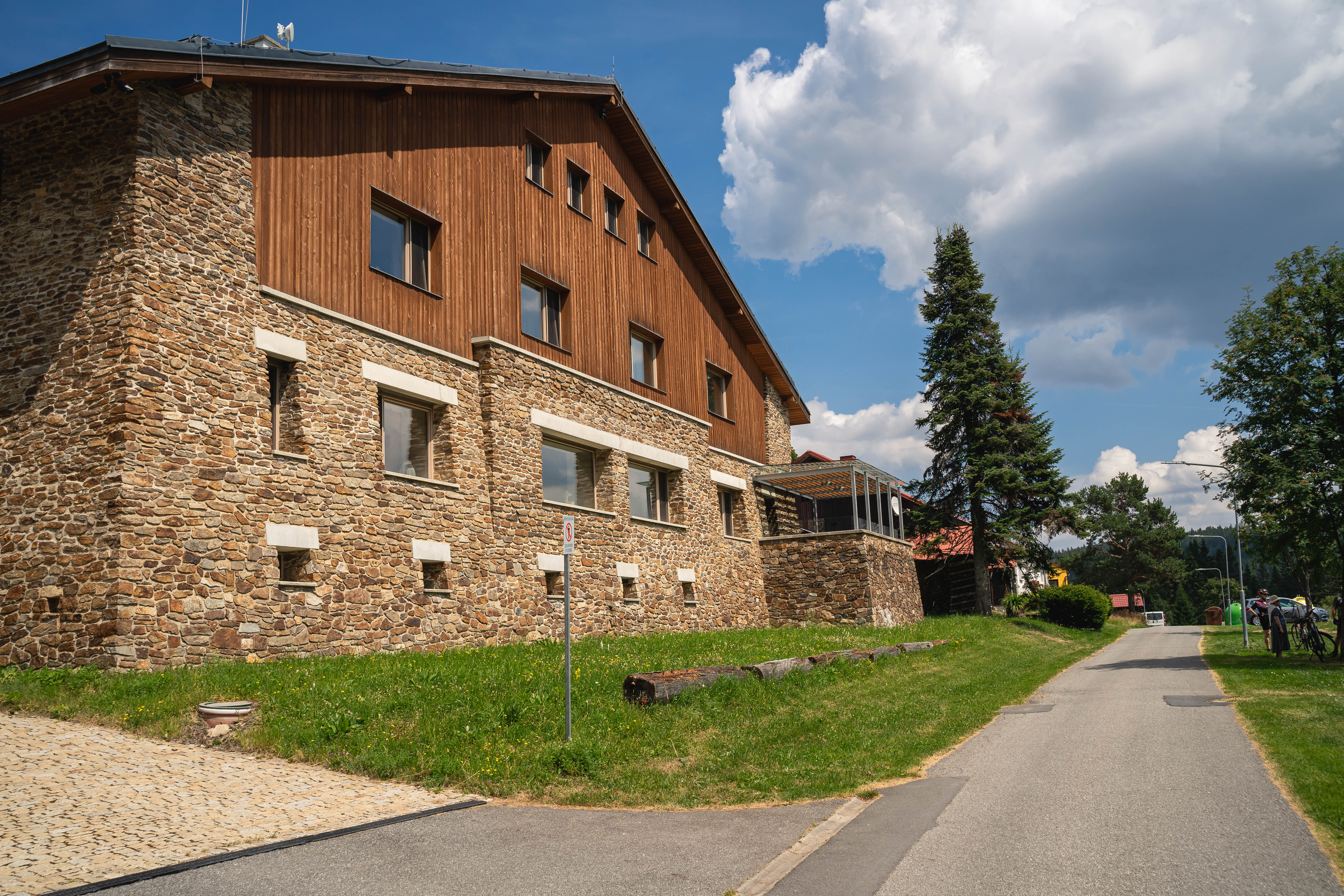
Gebäude in Vchynice-Tetov II

Vchynice-Tetov II ist ein Ortsteil der Gemeinde Modrava in Tschechien. Er liegt unmittelbar nördlich von Modrava und gehört zum Okres Klatovy.

## Geographie
Vchynice-Tetov II erstreckt sich linksseitig des Unterlaufs des Roklanský potok und des Oberlaufs des Vydra im Böhmerwald. Nordöstlich erhebt sich der Jelení vrch (Kainzenberg, 1176 m), im Osten der Philippshüttenberg (1106 m), südlich die Modravská hora (Plohausen, 1156 m) sowie im Nordwesten der Tettauer Berg (1048 m) und die Adamova hora (Adamsberg, 1077 m).
Nachbarorte sind Vchynice-Tetov I im Norden, Filipova Huť im Osten und Modrava im Süden.

## Geschichte
Der dem Chlumecer Familienzweig der Grafen Kinsky von Wchinitz und Tettau entstammende Philipp Joseph Graf Kinsky, der die Herrschaft Stubenbach 1780 nach dem Tode seines kinderlosen Großonkels Josef Johann Maximilian Graf Kinsky geerbt hatte, ließ zwischen 1792 und 1793 in den Waldhwozder Wäldern östlich des Adamsberges die Dörfer Chinitz (Vchynice) und Tettau (Tetov) anlegen. Beide Orte wurden als Waldhufendörfer angelegt und gehören zu den jüngsten bäuerlichen Ortsgründungen im Königreich Böhmen. Entlang des Steiges von Mader nach Rehberg reihten sich hölzerne Chaluppen. Im Zuge der Urbarmachung steinigen Waldbodens wurden an den Grenzen der Huben, die sich vom Fuße des Adamsberges zum Vydratal erstreckten, breite Steinmauern aufgeschichtet, die sich bis heute erhalten haben. Wegen der Höhenlage von über 1000 m. ü. M. war der Feldbau nur stark eingeschränkt möglich, so dass die Weidewirtschaft dominierte. Zusammen mit einer nur kurzlebigen Glashütte entstand 1792 am linken Ufer des Großmüllerbaches gegenüber von Mader die Ansiedlung Maderhäuser. Im Jahre 1799 verkaufte Philipp Joseph Graf Kinsky die Herrschaft Stubenbach an Joseph II. von Schwarzenberg. Dieser ließ im selben Jahre durch seinen Forstingenieur Joseph Rosenauer zur wirtschaftlichen Verwertung des Holzreichtums der Herrschaft den Chinitz-Tettauer Schwemmkanal projektieren, dessen Ausgangspunkt unterhalb der Ebenmühle an der Rechelbrücke zwischen Chinitz und Preisleiten lag. Neben der wenig erträglichen Landwirtschaft wurde die Holzfällerei zur Haupterwerbsquelle der Bewohner. Sukzessive wurden auch die Hänge des Adamsberges besiedelt, hier entstanden die Siedlungen Adamsberg, Brenntenhäuser und das Hegerhaus Sägfeiler.
Im Jahre 1838 bestanden die Dörfer Chinitz und Tettau, die zusammen mit Adamsberg und Brennten sowie zwei Häusern von Mader (Modrava 1.díl) die Ortsgemeinde Chinitz und Tettau bildeten, aus insgesamt 39 Häusern mit 282 Einwohnern. In Chinitz wurde eine Wanderschule unterhalten. Pfarrort war Stubenbach. Bis zur Mitte des 19. Jahrhunderts blieb Chinitz und Tettau nach Stubenbach untertänig.
Nach der Aufhebung der Patrimonialherrschaften bildete Chinitz-Tettau / Vchynice-Tetov ab 1850 einen Ortsteil der Gemeinde Stadler bzw. Stadlern I. Anteil im Gerichtsbezirk Bergreichenstein. Ab 1868 gehörte Chinitz-Tettau zum Bezirk Schüttenhofen. 1934 erhielt die Gemeinde Stadler Anteil I. / Stodůleckých Podílů I. den neuen Namen Rehberg / Srní. Nach dem Münchner Abkommen wurde Chinitz-Tettau dem Deutschen Reich zugeschlagen. Von 1939 bis 1945 gehörte Chinitz-Tettau zum damals bayerischen Landkreis Bergreichenstein. Nach dem Zweiten Weltkrieg wurde Vchynice-Tetov im Zuge der Vertreibung der Deutschen aus der Tschechoslowakei größtenteils abgesiedelt. Die Wiederbesiedlung mit Tschechen gelang nur in geringem Umfang; ein Großteil der Häuser blieb unbewohnt und wurde später abgebrochen. Die Ortslage Adamsberg wurde gänzlich aufgegeben; von Vchynice, Tetov und Brennten sind nur noch einzelne Häuser erhalten. Im Gegensatz dazu wuchs Modrava 1. díl weiter an. Nach der Abtrennung der Gemeinde Modrava von Srní und Eigenständigkeit wurde der Ortsteil Vchynice-Tetov am 24. November 1990 zwischen beiden Gemeinden aufgeteilt. Der der Gemeinde Modrava zugefallene Anteil erhielt die Bezeichnung Vchynice-Tetov II.
Im Jahre 1991 hatte Vchynice-Tetov II keine ständigen Einwohner. Im Jahre 2001 bestand der Ort aus elf Wohnhäusern, in denen 27 Menschen lebten. Insgesamt besteht Vchynice-Tetov II aus 18 Häusern.

## Ortsgliederung
Vchynice-Tetov II bildet einen Katastralbezirk und eine Grundsiedlungseinheit der Gemeinde Modrava. Der Katastralbezirk erstreckt sich nördlich des Roklanský potok. Zur Gemarkung Vchynice-Tetov II gehören die Ortslage Modrava 1. díl (Maderhäuser), die Einschichten Palečkovna, Rybárna und Tetov (Tettau) sowie die Wüstung Adamsberg.